# Strada statale 6 (Slovenia)
La strada 6 è una strada della Slovenia che collega Postumia con il valico confinario con la Croazia di Elsane-Mattuglie. Essa rientra nell'elenco delle glavne ceste per tanto è considerata strada statale.

## Percorso
La strada ha origine alla rotatoria con la strada regionale 409 nella periferia sud-ovest di Postumia. Continua costantemente verso sud raggiungendo l'aeroporto di Postumia, il ponte sul fiume Piuca, Prestrane, San Pietro del Carso, Cal di San Michele (ove si dirama la strada regionale 622 per Divaccia), Ribenizza (dove di dirama la strada regionale 405, anch'essa verso Divaccia, ma con un percorso più diretto). La strada corre parallela al fiume Timavo ed inizia ad essere più stretta.
Continua verso sud passando per Bitnja, Bisterza, Elsane e termina sul confine con la Croazia a metà strada tra Elsane e Mattuglie.
Poco dopo la strada entra nella Autostrada A7 del Quarnero, mentre sino alla sua completa costruzione continuava sulla strada locale 58111 e continuava sulla statale 8 in direzione di Fiume.

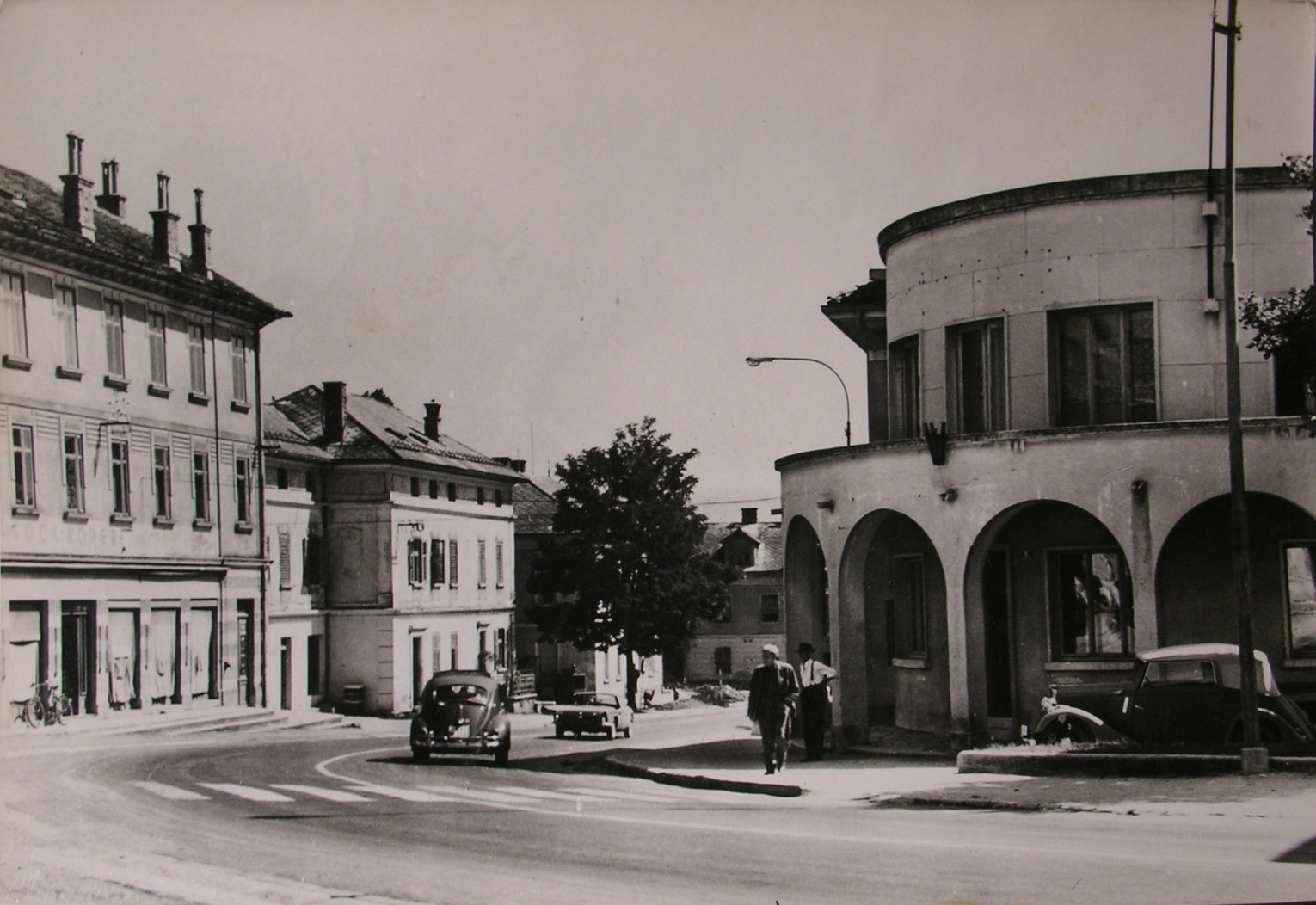
La strada a San Pietro del Carso (Pivka in sloveno) nel 1964.

### Variante di Bisterza
Il comune di Bisterza ha completato nell'autunno del 2018 la variante dell'abitato, che corre sul sedime dell'ex scalo di Bisterza, inutilizzato con una riduzione a 6 binari dell'attuale stazione di Bisterza. La nuova variante è stata realizzata dalla ditta C.P.K. (equivalente della Slovenia dell'ANAS).
Nonostante l'apertura il tracciato della strada non venne mai spostato sulla nuova variante, per tanto ciò la strada principale dell'abitato sloveno riporta ancora la classificazione, mentre la variante no.

## Sviluppi futuri
si sita progettando il continuo dell'autostrada croata A7 sino all'intersecazione con l'autostrada slovena A1 a sud di Postumia.